# Claus-Dieter Bandorf
Claus-Dieter Bandorf (* 1973 in Schweinfurt) ist ein deutscher Jazz-Pianist und Korrepetitor.

## Werdegang
Bandorf studierte am Hermann-Zilcher-Konservatorium in Würzburg Jazz-Piano. Später vervollständigte er seine Ausbildung an der Hochschule für Musik Hanns Eisler Berlin. Während des Studiums gehört er bis 1997 dem bayerischen Landesjugendjazzorchesters Bavarian First Herd an und war mit dem Bundesjazzorchester auf Südafrikatournee. Nach seiner Ausbildung war Bandorf sowohl im Inland, als auch im Ausland tätig, zunächst in der Band von Marc Secara. 2003 tourte er erstmals europaweit als Pianist der New York Voices, mit denen er 2008 auf dem North Sea Jazz Festival auftrat. Zwischen 2003 und 2008 war er Pianist und Korrepetitor des Brandenburger Landesjugendjazzchors Young Voices, mit dem das Album Sing (2005) entstand. Mit dem Berlin Jazz Orchestra begleitete er deutschlandweit Manfred Krug und Uschi Brüning. Mit Esther Kaiser veröffentlichte er 2012 das Album Sternklar beim Label HGBS. 
Seit 2002 verfolgt Bandorf einen Lehrauftrag für Jazz-Piano und Korrepetition an der Hochschule für Musik Hanns-Eisler; weiterhin ist er wissenschaftlicher Mitarbeiter der SRH Hochschule der populären Künste für Klavier/Keyboards und Ensemble.

## Diskographische Hinweise
- Berlin Voices About Christmas (SCM Hänssler 2010)
- Berlin Jazz Orchestra Strangers in the Night : The Music of Bert Kaempfert (Polydor 2012)
- Nico Lohmann Quintett Merging Circles (Unit Records 2016, mit Birgitta Flick, Marc Muellbauer, Tobias Backhaus)